# 辛夷清肺湯
辛夷清肺湯（しんいせいはいとう）は、漢方薬のひとつ。出典は『外科正宗』。

## 構成生薬
- 辛夷
- 枇杷葉
- 升麻
- 知母
- 麦門冬
- 百合
- 石膏
- 黄芩
- 山梔子

## 適応
- 肺熱による、鼻づまり、慢性鼻炎、蓄膿症（副鼻腔炎）。潤肺止咳薬が配合されているので、そのほか慢性咽喉炎・慢性気管支炎などにも有効。